# Argyroxiphium
Genre
Classification APG III (2009)
Argyroxiphium est un genre de plante à fleurs de la famille des Asteraceae

## Liste d'espèces
Selon ITIS (15 févr. 2012) :
- Argyroxiphium caliginis Forbes
- Argyroxiphium grayanum (Hillebr.) O. Deg.
- Argyroxiphium × kai (Forbes) D.D. Keck
- Argyroxiphium kauense (Rock & Neal) O. Deg. & I. Deg.
- Argyroxiphium sandwicense DC.
- †Argyroxiphium virescens Hillebr.